# Apkonster och kärlek
Apkonster och kärlek (engelska: The Chimp) är en amerikansk komedifilm med Helan och Halvan från 1932 regisserad av James Parrott.

## Handling
Helan och Halvan jobbar på en cirkus. Men när de ska avfira en kanon går något snett och cirkusen går i konkurs. Eftersom cirkusen inte kan betala deras lön får Helan en gorilla vid namn Ethel och Halvan en loppcirkus som utbetalning.
Helan och Halvan letar efter ett rum att övernatta i, vilket de får. Dock får de inte släppa in Ethel på rummet, så de lämnar henne utanför. Ethel lyckas dock smita in igenom fönstret.

## Om filmen
Filmen är en remake av duons tidigare filmer Angora Love från 1929 och Störd husfrid från 1931, som i sin tur är en remake av Angora Love.
Filmen finns utgiven på DVD och Blu-ray.

### Svenska visningar
När filmen hade svensk biopremiär 4 september 1933 på Metropol-Palais gick den under titeln Apkonster och kärlek. Alternativa titlar till filmen är Cirkusliv och Kuliga kumpaner. Vid den första premiären 1933 hade filmen 15 årsgräns.

## Rollista (i urval)
- Stan Laurel – Stan (Halvan)
- Oliver Hardy – Ollie (Helan)
- James Finlayson – cirkusdirektören
- Billy Gilbert – hyresvärden
- Tiny Sandford – Destructo
- Jack Hill – man i cirkuspubliken
- Dorothy Layton – avskedad cirkusartist
- Baldwin Cooke – avskedad cirkusartist
- Bobby Burns – hyresgäst[2]